# Чинчили
Чинчилите (Chinchilla) са род бозайници, от семейство Чинчилови (Chinchillidae). Родината им са високите планини на Южна Америка (Аржентина, Перу, Чили, Боливия). Родът обхваща два диви вида и множество домашни породи, получени вероятно чрез хибридизация на дивите.

## Описание
На външен вид чинчилите приличат на катерици, но ушите и рунтавата им опашка са по-малки. Живеят между 15 и 20 години. Имат сивкава, бяла или черна космена покривка, големи черни очи и бял корем. Трябва да ѝ се осигури просторна клетка, тъй като много обича движението. Тя е срамежлива и предпочита да спи през деня. Чинчилата поддържа красивата си козина, като всеки ден се „къпе“ със ситен, прахообразен пясък. Затова пясъкът в клетката и винаги трябва да бъде чист.

## Чинчилата като домашен любимец
Чинчилите са любвеобилни животни, които се привързват към своите собственици. Много са игриви и обичат да се закачат, когато не им се обръща достатъчно внимание. Също така са и доста любопитни. Не хапят, освен ако не са раздразнени.
Една чинчила се храни толкова често, колкото има нужда. Яде люцерна, сушени плодове, ядки и сено. Пият и вода, но много малко.

## Други
Името си чинчилата е получила от индианското племе чинча, което още преди няколко столетия е използвало изключително красивата кожа на тези гризачи за облекло. Древните инки също са използвали кожите на чинчилите. Днес едно кожено палто от чинчилови кожи (необходими са около 300 броя) се оценява на световния пазар около 100 000 долара.